# 第12回衆議院議員総選挙
第12回衆議院議員総選挙（だい12かいしゅうぎいんぎいんそうせんきょ）は、1915年（大正4年）3月25日に日本で行われた帝国議会（衆議院）議員の総選挙である。

## 概説
大正時代最初の衆議院議員総選挙であり、いわば“大正デモクラシー”の嚆矢となった選挙でもある。
この選挙で初当選した人物に鳩山一郎・濱口雄幸（ともに後の内閣総理大臣）がいる。
当選挙においては、当時の内閣総理大臣である大隈重信が汽車の展望車から停車駅ごとに演説を行うといった停車場演説を行った。
また、大隈首相自身の演説を録音したレコードも全国に配布するなど、巧みに選挙パフォーマンスも行った。首相自らが選挙パフォーマンスを行うのは、現在ではごく普通のことであるが当時としては非常に稀有なことであった。

## 選挙データ

### 内閣
- 第2次大隈重信内閣

### 解散日
- 1914年（大正3年）12月25日

### 公示日
- 1914年（大正3年）12月26日

### 投票日
- 1915年（大正4年）3月25日

### 改選数
- 381

### 選挙制度
- 大選挙区制（一部1人区制）
- 制限投票
  - 直接国税10円以上納税の満25歳以上の男性
  - 有権者　1,546,411

## 選挙結果

### 投票率
- 92.13%（前回比2.55%）

### 党派別獲得議席
- 立憲同志会　144議席[1]

総裁＝加藤高明
- 立憲政友会　106議席[1]

総裁＝原敬、幹事長＝永江純一
- 中正会　36議席[1]
- 大隈伯後援会　29議席[1]
- 立憲国民党　27議席[1]

総理＝犬養毅
- 中立（無所属）39議席[1]

## 議員

### 当選者
立憲同志会   立憲政友会   中正会   大隈伯後援会   立憲国民党   中立 
※北海道の「○○等」は○○の周辺の複数の支庁管内を示す。
| 北海道   | 札幌   | 中西六三郎   | 函館           | 平出喜三郎   | 小樽         | 金子元三郎   |              |              |            |            |            |  |  |  |  |
| 北海道   | 函館等 | 佐藤栄右衛門 | 札幌等         | 五十嵐佐市   | 根室等       | 小池仁郎     |              |              |            |            |            |  |  |  |  |
| 青森県   | 弘前   | 菊池武徳     | 青森           | 大坂金助     |              |              |              |              |            |            |            |  |  |  |  |
| 青森県   | 郡部   | 菊池良一     | 野村治三郎     | 高杉金作     | 加藤宇兵衛   |              |              |              |            |            |            |  |  |  |  |
| 岩手県   | 盛岡   | 原敬         |                |              |              |              |              |              |            |            |            |  |  |  |  |
| 岩手県   | 郡部   | 平井六右衛門 | 工藤吉次       | 阿部勇治     | 柵瀬軍之佐   | 阿部徳三郎   |              |              |            |            |            |  |  |  |  |
| 宮城県   | 仙台   | 村松山寿     |                |              |              |              |              |              |            |            |            |  |  |  |  |
| 宮城県   | 郡部   | 藤沢幾之輔   | 村松亀一郎     | 亘理胤正     | 菅原傳       | 首藤陸三     | 小山東助     |              |            |            |            |  |  |  |  |
| 秋田県   | 秋田   | 井上広居     |                |              |              |              |              |              |            |            |            |  |  |  |  |
| 秋田県   | 郡部   | 町田忠治     | 斎藤宇一郎     | 伊藤恭之助   | 添田飛雄太郎 | 榊田清兵衛   | 中村千代松   |              |            |            |            |  |  |  |  |
| 山形県   | 山形   | 大場茂馬     | 米沢           | 小林源蔵     |              |              |              |              |            |            |            |  |  |  |  |
| 山形県   | 郡部   | 江口勝之助   | 犬塚勝太郎     | 竹村欽次郎   | 細梅三郎     | 中野悌治     | 伊東知也     |              |            |            |            |  |  |  |  |
| 福島県   | 若松   | 柴四朗       |                |              |              |              |              |              |            |            |            |  |  |  |  |
| 福島県   | 郡部   | 長沢倉吉     | 河野広中       | 市原又次郎   | 半谷清寿     | 鈴木寅彦     | 白井遠平     | 堀切善兵衛   | 大芝惣吉   |            |            |  |  |  |  |
| 茨城県   | 水戸   | 平山午介     |                |              |              |              |              |              |            |            |            |  |  |  |  |
| 茨城県   | 郡部   | 大津淳一郎   | 河野正義       | 石橋茂       | 根本正       | 小久保喜七   | 川村惇       | 原脩次郎     | 初見八郎   | 相島勘次郎 |            |  |  |  |  |
| 栃木県   | 宇都宮 | 村山金平     |                |              |              |              |              |              |            |            |            |  |  |  |  |
| 栃木県   | 郡部   | 戸叶薫雄     | 高田耘平       | 横田千之助   | 横尾輝吉     | 友常穀三郎   | 阿由葉鎗三郎 |              |            |            |            |  |  |  |  |
| 群馬県   | 前橋   | 大隈信常     | 高崎           | 矢島八郎     |              |              |              |              |            |            |            |  |  |  |  |
| 群馬県   | 郡部   | 本間三郎     | 小林丑三郎     | 武藤金吉     | 須藤嘉吉     | 根岸峮太郎   | 葉住利蔵     |              |            |            |            |  |  |  |  |
| 埼玉県   | 全県   | 長島隆二     | 指田義雄       | 高木利平     | 加藤政之助   | 綾部惣兵衛   | 斎藤安雄     | 斎藤珪次     | 福田又一   | 秦豊助     |            |  |  |  |  |
| 千葉県   | 全県   | 関和知       | 榎本次郎右衛門 | 鈴木久次郎   | 板倉中       | 小林勝民     | 中村尚武     | 吉植庄一郎   | 加瀬禧逸   | 長島鷲太郎 | 柏原文太郎 |  |  |  |  |
| 神奈川県 | 横浜   | 平沼亮三     | 島田三郎       |              |              |              |              |              |            |            |            |  |  |  |  |
| 神奈川県 | 郡部   | 戸井嘉作     | 小泉又次郎     | 山宮藤吉     | 川井考策     | 佐藤政五郎   | 杉山四五郎   |              |            |            |            |  |  |  |  |
| 山梨県   | 甲府   | 大木喬命     |                |              |              |              |              |              |            |            |            |  |  |  |  |
| 山梨県   | 郡部   | 望月小太郎   | 市川文蔵       | 根津嘉一郎   | 牛田唯一     |              |              |              |            |            |            |  |  |  |  |
| 東京府   | 東京   | 古島一雄     | 頼母木桂吉     | 今井喜八     | 高木益太郎   | 関直彦       | 鳩山一郎     | 江間俊一     | 秋山定輔   | 鈴木梅四郎 | 鈴木万次郎 |  |  |  |  |
| 東京府   | 東京   | 黒須竜太郎   |                |              |              |              |              |              |            |            |            |  |  |  |  |
| 東京府   | 郡部   | 高木正年     | 守屋此助       | 秋本喜七     | 森久保作蔵   | 村野常右衛門 |              |              |            |            |            |  |  |  |  |
| 新潟県   | 新潟   | 斎藤喜十郎   |                |              |              |              |              |              |            |            |            |  |  |  |  |
| 新潟県   | 郡部   | 大竹貫一     | 飯塚弥一郎     | 丸山豊治郎   | 川上栄太郎   | 高橋光威     | 鳥居鍗次郎   | 坂口仁一郎   | 高鳥順作   | 川合直次   | 目黒孝平   |  |  |  |  |
| 新潟県   | 郡部   | 久須美東馬   | 田辺熊一       | 佐渡         | 山本悌二郎   |              |              |              |            |            |            |  |  |  |  |
| 富山県   | 富山   | 関野善次郎   | 高岡           | 木津太郎平   |              |              |              |              |            |            |            |  |  |  |  |
| 富山県   | 郡部   | 山田正年     | 野村嘉六       | 森丘覚平     | 谷欽太郎     | 上埜安太郎   |              |              |            |            |            |  |  |  |  |
| 石川県   | 金沢   | 横山章       |                |              |              |              |              |              |            |            |            |  |  |  |  |
| 石川県   | 郡部   | 室木弥次郎   | 関戸寅松       | 田中喜太郎   | 西村正則     | 桜井兵五郎   |              |              |            |            |            |  |  |  |  |
| 福井県   | 福井   | 八田裕二郎   |                |              |              |              |              |              |            |            |            |  |  |  |  |
| 福井県   | 郡部   | 今村七平     | 山口嘉七       | 大橋松二郎   | 名村忠治     |              |              |              |            |            |            |  |  |  |  |
| 長野県   | 長野   | 大沢辰次郎   |                |              |              |              |              |              |            |            |            |  |  |  |  |
| 長野県   | 郡部   | 降旗元太郎   | 小坂順造       | 樋口秀雄     | 矢島浦太郎   | 小川平吉     | 翠川鉄三     | 玉井権右衛門 | 岡部次郎   | 塩川幸太   |            |  |  |  |  |
| 岐阜県   | 岐阜   | 河崎助太郎   |                |              |              |              |              |              |            |            |            |  |  |  |  |
| 岐阜県   | 郡部   | 長尾元太郎   | 坂口拙三       | 岡崎久次郎   | 古屋慶隆     | 安田伊左衛門 | 大場竹次郎   | 匹田鋭吉     |            |            |            |  |  |  |  |
| 静岡県   | 静岡   | 尾崎元次郎   |                |              |              |              |              |              |            |            |            |  |  |  |  |
| 静岡県   | 郡部   | 村上太三郎   | 加藤定吉       | 杉山東太郎   | 岩崎彦雄     | 増田次郎     | 大村和吉郎   | 高柳覚太郎   | 松浦五兵衛 | 小泉策太郎 |            |  |  |  |  |
| 愛知県   | 名古屋 | 小山松寿     | 磯貝浩         |              |              |              |              |              |            |            |            |  |  |  |  |
| 愛知県   | 郡部   | 田中善立     | 大岩勇夫       | 小林仲次     | 織田了       | 大島久満次   | 早川龍介     | 伊藤義平     | 鈴置倉次郎 | 三輪市太郎 | 森田小六郎 |  |  |  |  |
| 愛知県   | 郡部   | 清水市太郎   |                |              |              |              |              |              |            |            |            |  |  |  |  |
| 三重県   | 津     | 松本恒之助   | 四日市         | 九鬼紋七     |              |              |              |              |            |            |            |  |  |  |  |
| 三重県   | 郡部   | 尾崎行雄     | 小林嘉平治     | 重盛信近     | 浜田国松     | 川崎克       | 加賀卯之吉   | 辻寛         |            |            |            |  |  |  |  |
| 滋賀県   | 大津   | 西川太治郎   |                |              |              |              |              |              |            |            |            |  |  |  |  |
| 滋賀県   | 郡部   | 西田庄助     | 藤井善助       | 島田保之助   | 望月長夫     | 井上敬之助   |              |              |            |            |            |  |  |  |  |
| 京都府   | 京都   | 加藤小太郎   | 森田茂         | 渡辺昭       |              |              |              |              |            |            |            |  |  |  |  |
| 京都府   | 郡部   | 片岡直温     | 川崎安之助     | 山口俊一     | 津原武       | 野尻岩次郎   |              |              |            |            |            |  |  |  |  |
| 大阪府   | 大阪   | 加藤彰廉     | 谷口武兵衛     | 紫安新九郎   | 金沢仁作     | 金沢種次郎   | 石橋為之助   | 堺           | 大西五一郎 |            |            |  |  |  |  |
| 大阪府   | 郡部   | 井原百介     | 中谷徳恭       | 川井為巳     | 植場平       | 岩崎幸治郎   | 西田為之     |              |            |            |            |  |  |  |  |
| 兵庫県   | 神戸   | 田村新吉     | 野添宗三       | 姫路         | 丸山芳介     |              |              |              |            |            |            |  |  |  |  |
| 兵庫県   | 郡部   | 下岡忠治     | 多木久米次郎   | 小寺謙吉     | 川口木七郎   | 中川幸太郎   | 肥塚龍       | 堀豊彦       | 斎藤隆夫   | 横田孝史   | 鹿島秀麿   |  |  |  |  |
| 兵庫県   | 郡部   | 広岡宇一郎   |                |              |              |              |              |              |            |            |            |  |  |  |  |
| 奈良県   | 奈良   | 米田実       |                |              |              |              |              |              |            |            |            |  |  |  |  |
| 奈良県   | 郡部   | 中山梅治郎   | 岩本平蔵       | 森正         | 福井三郎     |              |              |              |            |            |            |  |  |  |  |
| 和歌山県 | 和歌山 | 大堀孝       |                |              |              |              |              |              |            |            |            |  |  |  |  |
| 和歌山県 | 郡部   | 木村平右衛門 | 前川虎造       | 小山谷蔵     | 児玉亮太郎   | 岡崎邦輔     |              |              |            |            |            |  |  |  |  |
| 鳥取県   | 鳥取   | 臼田久内     |                |              |              |              |              |              |            |            |            |  |  |  |  |
| 鳥取県   | 郡部   | 奥田柳蔵     | 西谷金蔵       | 本田親清     |              |              |              |              |            |            |            |  |  |  |  |
| 島根県   | 松江   | 岡崎運兵衛   |                |              |              |              |              |              |            |            |            |  |  |  |  |
| 島根県   | 郡部   | 原本大三郎   | 三浦倫吉       | 保科陽治     | 石田孝吉     | 高橋久次郎   | 隠岐         | 渡辺新太郎   |            |            |            |  |  |  |  |
| 岡山県   | 岡山   | 坂本金弥     |                |              |              |              |              |              |            |            |            |  |  |  |  |
| 岡山県   | 郡部   | 犬飼源太郎   | 犬養毅         | 池田寅治郎   | 西村丹治郎   | 藤原元太郎   | 小橋藻三衛   | 安東敏之     | 万代嘉平治 |            |            |  |  |  |  |
| 広島県   | 広島   | 早速整爾     | 尾道           | 橋本太吉     |              |              |              |              |            |            |            |  |  |  |  |
| 広島県   | 郡部   | 花井卓蔵     | 荒川五郎       | 井上角五郎   | 金尾稜厳     | 横山金太郎   | 宮原幸三郎   | 竜口了信     | 有田温三   | 望月圭介   | 湯浅凡平   |  |  |  |  |
| 山口県   | 下関   | 林平四郎     |                |              |              |              |              |              |            |            |            |  |  |  |  |
| 山口県   | 郡部   | 山根正次     | 佐々木安五郎   | 福田民平     | 硲俊聡       | 小河源一     | 三隅哲雄     | 雑賀信三郎   |            |            |            |  |  |  |  |
| 徳島県   | 徳島   | 青木磐雄     |                |              |              |              |              |              |            |            |            |  |  |  |  |
| 徳島県   | 郡部   | 三木与吉郎   | 坂東勘五郎     | 川真田徳三郎 | 須見千次郎   | 大久保弁太郎 |              |              |            |            |            |  |  |  |  |
| 香川県   | 高松   | 田中定吉     | 丸亀           | 白川友一     |              |              |              |              |            |            |            |  |  |  |  |
| 香川県   | 郡部   | 田淵貞四郎   | 林毅陸         | 小西和       | 三土忠造     | 増田穣三     |              |              |            |            |            |  |  |  |  |
| 愛媛県   | 松山   | 高野金重     |                |              |              |              |              |              |            |            |            |  |  |  |  |
| 愛媛県   | 郡部   | 武内作平     | 古谷久綱       | 今西林三郎   | 才賀藤吉     | 清水隆徳     | 渡邊修       | 政尾藤吉     |            |            |            |  |  |  |  |
| 高知県   | 高知   | 濱口雄幸     |                |              |              |              |              |              |            |            |            |  |  |  |  |
| 高知県   | 郡部   | 仙石貢       | 石本鏆太郎     | 富田幸次郎   | 竹内明太郎   | 白石直治     |              |              |            |            |            |  |  |  |  |
| 福岡県   | 福岡   | 奥村七郎     | 久留米         | 浅野陽吉     | 門司         | 石田平吉     | 小倉         | 飯森辰次郎   |            |            |            |  |  |  |  |
| 福岡県   | 郡部   | 吉田磯吉     | 吉原正隆       | 山内範造     | 堀三太郎     | 富安保太郎   | 蔵内次郎作   | 永江純一     | 大原義剛   | 的野半介   | 安部熊之輔 |  |  |  |  |
| 佐賀県   | 佐賀   | 豊増竜次郎   |                |              |              |              |              |              |            |            |            |  |  |  |  |
| 佐賀県   | 郡部   | 西英太郎     | 川原茂輔       | 南里琢一     | 武富時敏     | 井原喜代太郎 |              |              |            |            |            |  |  |  |  |
| 長崎県   | 長崎   | 岡部政太郎   |                |              |              |              |              |              |            |            |            |  |  |  |  |
| 長崎県   | 郡部   | 田川大吉郎   | 本田恒之       | 中倉万次郎   | 横山寅一郎   | 臼井哲夫     | 倉光藤太     | 対馬         | 大池忠助   |            |            |  |  |  |  |
| 熊本県   | 熊本   | 山田珠一     |                |              |              |              |              |              |            |            |            |  |  |  |  |
| 熊本県   | 郡部   | 原田十衛     | 宗像政         | 井手三郎     | 江藤哲蔵     | 三津家伝之   | 岡辰喜       | 尾越辰雄     | 安達謙蔵   |            |            |  |  |  |  |
| 大分県   | 全県   | 木下謙次郎   | 箕浦勝人       | 森環         | 津末良介     | 元田肇       | 成清博愛     |              |            |            |            |  |  |  |  |
| 宮崎県   | 全県   | 小森雄介     | 高山真平       | 三浦得一郎   | 肥田景之     |              |              |              |            |            |            |  |  |  |  |
| 鹿児島県 | 鹿児島 | 河野庄太郎   |                |              |              |              |              |              |            |            |            |  |  |  |  |
| 鹿児島県 | 郡部   | 床次竹二郎   | 武満義雄       | 柚木慶二     | 児玉好熊     | 奥田栄之進   | 志々目藤彦   | 平田禎       | 大島       | 田中省三   |            |  |  |  |  |
| 沖縄県   | 全県   | 護得久朝惟   | 岸本賀昌       |              |              |              |              |              |            |            |            |  |  |  |  |

#### 補欠当選等
立憲同志会・憲政会   立憲政友会   中正会   立憲国民党   大隈伯後援会・無所属団・公友倶楽部   中立 
| 年                                                                                    | 月日  | 選挙区       | 選出     | 新旧別 | 当選者       | 所属党派   | 欠員         | 所属党派   | 欠員事由                  |
| ------------------------------------------------------------------------------------- | ----- | ------------ | -------- | ------ | ------------ | ---------- | ------------ | ---------- | ------------------------- |
| 1915                                                                                  | 5.6   | 静岡県郡部   | 繰上補充 | 新     | 池田猪三次   | 立憲政友会 | 村上太三郎   | 無所属団   | 1915.4.25死去             |
| 1915                                                                                  | 8.16  | 愛媛県郡部   | 繰上補充 | 元     | 成田栄信     | 立憲政友会 | 才賀藤吉     | 中正会     | 1915.7.29死去             |
| 1915                                                                                  | 11.29 | 大分県       | 繰上補充 | 元     | 松田源治     | 立憲政友会 | 成清博愛     | 立憲政友会 | 1915.11.22辞職            |
| 1915                                                                                  | 12.15 | 広島県郡部   | 繰上補充 | 元     | 山道襄一     | 立憲同志会 | 井上角五郎   | 立憲政友会 | 1915.12.3選挙法違反       |
| 1915                                                                                  | 12.20 | 静岡県郡部   | 繰上補充 | 元     | 清崟太郎     | 立憲政友会 | 大村和吉郎   | 公友倶楽部 | 1915.12.11死去            |
| 1915                                                                                  | 12.29 | 千葉県       | 繰上補充 | 元     | 鵜澤總明     | 立憲政友会 | 板倉中       | 中正会     | 1915.12.20選挙法違反      |
| 1916                                                                                  | 1.27  | 対馬         | 更正決定 | 新     | 浦瀬済之     | 立憲同志会 | 大池忠助     | 公友俱楽部 | 1915.12.28当選無効        |
| 1916                                                                                  | 1.29  | 丸亀市       | 繰上補充 | 元     | 加治寿衛吉   | 立憲同志会 | 白川友一     | 公友俱楽部 | 1916.1.19選挙法違反       |
| 1916                                                                                  | 2.4   | 新潟県郡部   | 繰上補充 | 元     | 中野貫一     | 立憲同志会 | 川合直次     | 立憲同志会 | 1916.1.26選挙法違反       |
| 1916                                                                                  | 2.19  | 鹿児島県郡部 | 繰上補充 | 新     | 木尾虎之助   | 立憲同志会 | 柚木慶二     | 立憲政友会 | 1916.2.11死去             |
| 1916                                                                                  | 3.30  | 栃木県郡部   | 繰上補充 | 元     | 田村順之助   | 立憲政友会 | 阿由葉鎗三郎 | 中正会     | 1916.3.10選挙法違反       |
| 1916                                                                                  | 3.30  | 大阪府郡部   | 繰上補充 | 新     | 田中萬逸     | 中正会     | 中谷徳恭     | 立憲同志会 | 1916.3.14選挙法違反       |
| 1916                                                                                  | 4.5   | 鳥取市       | 繰上補充 | 元     | 浜本義顕     | 立憲政友会 | 臼田久内     | 立憲同志会 | 1916.3.23選挙法違反       |
| 1916                                                                                  | 4.23  | 長野県郡部   | 補欠選挙 | 元     | 風間礼助     | 中正会     | 翠川鉄三     | 立憲政友会 | 1916.3.26死去             |
| 1916                                                                                  | 9.3   | 島根県郡部   | 補欠選挙 | 新     | 遠藤嘉右衛門 | 立憲同志会 | 三浦倫吉     | 立憲同志会 | 1916.8.7死去              |
| 1916                                                                                  | 10.4  | 岡山県郡部   | 補欠選挙 | 元     | 山谷虎三     | 立憲国民党 | 万代嘉平治   | 立憲国民党 | 1916.9.13選挙法第11条該当 |
| 1916                                                                                  | 11.7  | 長崎県郡部   | 更正決定 | 元     | 則元由庸     | 立憲政友会 | 倉光藤太     | 憲政会     | 1916.10.13当選無効        |
| 1916                                                                                  | 12.18 | 金沢市       | 再選挙   | 元     | 中橋徳五郎   | 立憲政友会 | 横山章       | 公友俱楽部 | 1916.11.27選挙無効        |
| 1916                                                                                  | 12.18 | 石川県郡部   | 再選挙   | 元     | 戸水寛人     | 立憲政友会 | 室木弥次郎   | 憲政会     | 1916.11.27選挙無効        |
| 1916                                                                                  | 12.18 | 石川県郡部   | 再選挙   | 元     | 浅野順平     | 憲政会     | 関戸寅松     | 憲政会     | 1916.11.27選挙無効        |
| 1916                                                                                  | 12.18 | 石川県郡部   | 再選挙   | 元     | 桜井兵五郎   | 憲政会     | 田中喜太郎   | 憲政会     | 1916.11.27選挙無効        |
| 1916                                                                                  | 12.18 | 石川県郡部   | 再選挙   | 元     | 西村正則     | 立憲政友会 | 西村正則     | 立憲政友会 | 1916.11.27選挙無効        |
| 1916                                                                                  | 12.18 | 石川県郡部   | 再選挙   | 元     | 田中喜太郎   | 憲政会     | 桜井兵五郎   | 憲政会     | 1916.11.27選挙無効        |
| 1916                                                                                  | 12.18 | 徳島県郡部   | 補欠選挙 | 新     | 西野謙四郎   | 立憲政友会 | 大久保弁太郎 | 中立       | 1916.11.29辞職            |
| 1916                                                                                  | 12.25 | 栃木県郡部   | 繰上補充 | 新     | 大久保源吾   | 憲政会     | 友常穀三郎   | 立憲政友会 | 1916.12.15選挙法違反      |
| 1917                                                                                  | 1.12  | 山口県郡部   | 補欠選挙 | 元     | 瀧口吉良     | 憲政会     | 小河源一     | 憲政会     | 1916.12.27死去            |
| 出典：衆議院・参議院編『議会制度百年史 - 院内会派編衆議院の部』大蔵省印刷局、1990年。 |       |              |          |        |              |            |              |            |                           |

### 初当選
計147名
立憲同志会
53名
- 佐藤栄右衛門（函館外三支庁管内）
- 五十嵐佐市（札幌外八支庁管内）
- 小池仁郎（根室外三支庁管内）
- 菊池良一（青森県郡部）
- 村松山寿（仙台市）
- 伊藤恭之助（秋田県郡部）
- 江口勝之助（山形県郡部）
- 中野悌治（山形県郡部）
- 長沢倉吉（福島県郡部）
- 市原又次郎（福島県郡部）
- 平山午介（水戸市）
- 河野正義（茨城県郡部）
- 石橋茂（茨城県郡部）
- 高田耘平（栃木県郡部）

- 榎本次郎右衛門（千葉県）
- 中村尚武（千葉県）
- 戸井嘉作（神奈川県郡部）
- 川井考策（神奈川県郡部）
- 今井喜八（東京市）
- 飯塚弥一郎（新潟県郡部）
- 久須美東馬（新潟県郡部）
- 山田正年（富山県郡部）
- 室木弥次郎（石川県郡部）
- 関戸寅松（石川県郡部）
- 桜井兵五郎（石川県郡部）
- 大沢辰次郎（長野市）
- 樋口秀雄（長野県郡部）
- 古屋慶隆（岐阜県郡部）

- 大場竹次郎（岐阜県郡部）
- 岩崎彦雄（静岡県郡部）
- 磯貝浩（名古屋市）
- 大岩勇夫（愛知県郡部）
- 織田了（愛知県郡部）
- 西川太治郎（大津市）
- 加藤小太郎（京都市）
- 谷口武兵衛（大阪市）
- 中谷徳恭（大阪府郡部）
- 西田為之（大阪府郡部）
- 福井三郎（奈良県郡部）
- 臼田久内（鳥取市）
- 三浦倫吉（島根県郡部）
- 保科陽治（島根県郡部）

- 福田民平（山口県郡部）
- 三隅哲雄（山口県郡部）
- 雑賀信三郎（山口県郡部）
- 濱口雄幸（高知市）
- 石本鏆太郎（高知県郡部）
- 井原喜代太郎（佐賀県郡部）
- 岡部政太郎（長崎市）
- 三津家伝之（熊本県郡部）
- 岡辰喜（熊本県郡部）
- 尾越辰雄（熊本県郡部）
- 森環（大分県）

立憲政友会
32名
- 野村治三郎（青森県郡部）
- 高杉金作（青森県郡部）
- 平井六右衛門（岩手県郡部）
- 犬塚勝太郎（山形県郡部）
- 大芝惣吉（福島県郡部）
- 村山金平（宇都宮市）
- 秦豊助（埼玉県）
- 佐藤政五郎（神奈川県郡部）
- 杉山四五郎（神奈川県郡部）
- 牛田唯一（山梨県郡部）

- 鳩山一郎（東京市）
- 秋本喜七（東京府郡部）
- 川上栄太郎（新潟県郡部）
- 高鳥順作（新潟県郡部）
- 谷欽太郎（富山県郡部）
- 西村正則（石川県郡部）
- 玉井権右衛門（長野県郡部）
- 塩川幸太（長野県郡部）
- 大島久満次（愛知県郡部）
- 岩崎幸治郎（大阪府郡部）

- 広岡宇一郎（兵庫県郡部）
- 古谷久綱（愛媛県郡部）
- 政尾藤吉（愛媛県郡部）
- 竹内明太郎（高知県郡部）
- 山内範造（福岡県郡部）
- 堀三太郎（福岡県郡部）
- 安部熊之輔（福岡県郡部）
- 南里琢一（佐賀県郡部）
- 成清博愛（大分県）
- 小森雄介（宮崎県）

- 河野庄太郎（鹿児島市）
- 児玉好熊（鹿児島県郡部）

中正会
7名
- 加藤定吉（静岡県郡部）
- 小林嘉平治（三重県郡部）
- 川崎克（三重県郡部）
- 森田茂（京都市）
- 津原武（京都府郡部）

- 龍口了信（広島県郡部）
- 吉田磯吉（福岡県郡部）

大隈伯後援会
22名
- 小山東助（宮城県郡部）
- 戸叶薫雄（栃木県郡部）
- 大隈信常（前橋市）
- 本間三郎（群馬県郡部）
- 小林丑三郎（群馬県郡部）

- 高木利平（埼玉県）
- 平沼亮三（横浜市）
- 大木喬命（甲府市）
- 頼母木桂吉（東京市）
- 斎藤喜十郎（新潟市）

- 横山章（金沢市）
- 今村七平（福井県郡部）
- 河崎助太郎（岐阜市）
- 村上太三郎（静岡県郡部）
- 小山松寿（名古屋市）

- 九鬼紋七（四日市市）
- 重盛信近（三重県郡部）
- 西田庄助（滋賀県郡部）
- 金沢仁作（大阪市）
- 金沢種次郎（大阪市）

- 田村新吉（神戸市）
- 今西林三郎（愛媛県郡部）

立憲国民党
9名
- 中村千代松（秋田県郡部）
- 渡辺昭（京都市）
- 中川幸太郎（兵庫県郡部）
- 大堀孝（和歌山市）
- 前川虎造（和歌山県郡部）

- 池田寅治郎（岡山県郡部）
- 藤原元太郎（岡山県郡部）
- 小橋藻三衛（岡山県郡部）
- 万代嘉平治（岡山県郡部）

中立
24名
- 亘理胤正（宮城県郡部）
- 大場茂馬（山形市）
- 鳥居鍗次郎（新潟県郡部）
- 山口嘉七（福井県郡部）
- 長尾元太郎（岐阜県郡部）

- 匹田鋭吉（岐阜県郡部）
- 増田次郎（静岡県郡部）
- 伊藤義平（愛知県郡部）
- 加藤彰廉（大阪市）
- 井原百介（大阪府郡部）

- 丸山芳介（姫路市）
- 下岡忠治（兵庫県郡部）
- 木村平右衛門（和歌山県郡部）
- 本田親清（鳥取県郡部）
- 原本大三郎（島根県郡部）

- 林平四郎（下関市）
- 青木磐雄（徳島市）
- 三木与吉郎（徳島県郡部）
- 田淵貞四郎（香川県郡部）
- 奥村七郎（福岡市）

- 飯森辰次郎（小倉市）
- 大池忠助（対馬）
- 三浦得一郎（宮崎県）
- 田中省三（大島）

### 返り咲き・復帰
計54名
立憲同志会
26名
- 阿部勇治（岩手県郡部）
- 首藤陸三（宮城県郡部）
- 柴四朗（若松市）
- 大津淳一郎（茨城県郡部）
- 川村惇（茨城県郡部）
- 初見八郎（茨城県郡部）
- 鈴木久次郎（千葉県）
- 望月小太郎（山梨県郡部）
- 江間俊一（東京市）
- 秋山定輔（東京市）

- 関野善次郎（富山市）
- 田中喜太郎（石川県郡部）
- 降旗元太郎（長野県郡部）
- 山口俊一（京都府郡部）
- 川井為巳（大阪府郡部）
- 鹿島秀麿（兵庫県郡部）
- 米田実（奈良市）
- 森正（奈良県郡部）
- 岡崎運兵衛（松江市）
- 山根正次（山口県郡部）

- 硲俊聡（山口県郡部）
- 仙石貢（高知県郡部）
- 浅野陽吉（久留米市）
- 石田平吉（門司市）
- 豊増竜次郎（佐賀市）
- 倉光藤太（長崎県郡部）

立憲政友会
9名
- 中西六三郎（札幌区）
- 加藤宇兵衛（青森県郡部）
- 白井遠平（福島県郡部）
- 名村忠治（福井県郡部）
- 井上敬之助（滋賀県郡部）

- 野尻岩次郎（京都府郡部）
- 堀豊彦（兵庫県郡部）
- 田中定吉（高松市）
- 宗像政（熊本県郡部）

中正会
4名
- 島田保之助（滋賀県郡部）
- 川崎安之助（京都府郡部）
- 横山金太郎（広島県郡部）
- 宮原幸三郎（広島県郡部）

大隈伯後援会
3名
- 金子元三郎（小樽区）
- 大村和吉郎（静岡県郡部）
- 須見千次郎（徳島県郡部）

立憲国民党
4名
- 藤井善助（滋賀県郡部）
- 望月長夫（滋賀県郡部）
- 川口木七郎（兵庫県郡部）
- 佐々木安五郎（山口県郡部）

中立
8名
- 大坂金助（青森市）
- 小林仲次（愛知県郡部）
- 多木久米次郎（兵庫県郡部）
- 渡辺新太郎（隠岐）
- 坂本金弥（岡山市）

- 湯浅凡平（広島県郡部）
- 臼井哲夫（長崎県郡部）
- 高山真平（宮崎県）

### 引退・不出馬・落選
計200名
立憲同志会
32名
- 松田学（札幌区）
- 工藤善太郎（青森県郡部）
- 伊藤祐一（青森県郡部）
- 福田善三郎（岩手県郡部）
- 鵜沢宇八（千葉県）
- 神藤才一（神奈川県郡部）
- 宇佐美一宝（山梨県郡部）
- 蔵原惟郭（東京市）
- 松下軍治（東京市）
- 中野貫一（新潟県郡部）

- 川上淳一郎（新潟県郡部）
- 真舘貞造（石川県郡部）
- 三浦逸平（愛知県郡部）
- 中安信三郎（京都市）
- 平井熊三郎（京都市）
- 木村艮（京都府郡部）
- 七里清介（大阪市）
- 岩崎安次郎（大阪府郡部）
- 大森与三次（姫路市）
- 水野正巳（兵庫県郡部）

- 阪本弥一郎（和歌山市）
- 原田赳城（隠岐）
- 山道襄一（広島県郡部）
- 国光五郎（山口県郡部）
- 秋田清（徳島県郡部）
- 松家徳二（香川県郡部）
- 大石正巳（高知県郡部）
- 早川鉄冶（対馬）
- 狩野雄一（佐賀県郡部）
- 松村時次（熊本県郡部）

- 渡辺国重（熊本県郡部）
- 平山岩彦[注釈 17]（熊本県郡部）

立憲政友会
119名
- 園田実徳（函館外三支庁管内）
- 東武（札幌外八支庁管内）
- 木下成太郎（根室外三支庁管内）
- 樋口喜輔（青森市）
- 津島源右衛門（青森県郡部）
- 広沢弁二（青森県郡部）
- 鈴木巌（岩手県郡部）
- 岩崎総十郎（仙台市）
- 沢来太郎（宮城県郡部）
- 田代進四郎（宮城県郡部）
- 遠藤良吉（宮城県郡部）
- 田中隆三（秋田県郡部）
- 三浦盛徳（秋田県郡部）
- 戸狩権之助（山形市）
- 長晴登（山形県郡部）
- 佐藤信古（山形県郡部）
- 熊谷直太（山形県郡部）
- 日下義雄（若松市）
- 吉田定之助（福島県郡部）
- 井深彦三郎（福島県郡部）
- 松本孫右衛門（福島県郡部）
- 小山田信蔵（水戸市）
- 宮古啓三郎（茨城県郡部）
- 飯田新右衛門（茨城県郡部）
- 太田直次（茨城県郡部）
- 石川甚作（栃木県郡部）
- 田村順之助（栃木県郡部）
- 竹越與三郎（前橋市）
- 高津仲次郎（群馬県郡部）
- 大島寛爾（埼玉県）

- 粕谷義三（埼玉県）
- 鵜澤總明（千葉県）
- 若尾幾造（横浜市）
- 安村竹松（神奈川県郡部）
- 井上篤太郎（神奈川県郡部）
- 永松為治郎（神奈川県郡部）
- 福井準造（神奈川県郡部）
- 佐竹作太郎（甲府市）
- 堀内啓治（山梨県郡部）
- 稲茂登三郎（東京市）
- 望月右内（東京府郡部）
- 漆昌巌（東京府郡部）
- 若杉喜三郎（新潟市）
- 加藤勝弥（新潟県郡部）
- 佐野喜平太（新潟県郡部）
- 岩田大中（富山市）
- 武部其文（富山県郡部）
- 戸水寛人（金沢市）
- 山本七朗（石川県郡部）
- 米田穣（石川県郡部）
- 松田吉三郎（石川県郡部）
- 相川久太郎（石川県郡部）
- 熊谷五右衛門（福井県郡部）
- 高島茂平（福井県郡部）
- 笠原忠造（長野市）
- 伊藤大八（長野県郡部）
- 小山完吾（長野県郡部）
- 岩岡伊代治（長野県郡部）
- 原真澄（岐阜市）
- 佐々木文一（岐阜県郡部）

- 早川六三郎（岐阜県郡部）
- 伊東要蔵（静岡県郡部）
- 清崟太郎（静岡県郡部）
- 岩崎勲（静岡県郡部）
- 松城兵作（静岡県郡部）
- 石黒磐（名古屋市）
- 吉原祐太郎（愛知県郡部）
- 春田祐清（愛知県郡部）
- 福岡精一（愛知県郡部）
- 井上敏夫（四日市市）
- 森茂生（三重県郡部）
- 川村曄（三重県郡部）
- 松本宗吾（三重県郡部）
- 吉田虎之助（滋賀県郡部）
- 森川源吾（滋賀県郡部）
- 奥繁三郎（京都府郡部）
- 田中数之助（京都府郡部）
- 岡田泰蔵（京都府郡部）
- 三谷軌秀（大阪市）
- 秋岡義一（大阪府郡部）
- 改野耕三（兵庫県郡部）
- 安藤新太郎（兵庫県郡部）
- 八木逸郎（奈良市）
- 西風重遠（和歌山県郡部）
- 中村啓次郎（和歌山県郡部）
- 浜本義顕（鳥取市）
- 法橋善作（鳥取県郡部）
- 福岡世徳（松江市）
- 恒松隆慶（島根県郡部）
- 島田俊雄（島根県郡部）

- 小川蔵次郎（島根県郡部）
- 福井三郎（岡山県郡部）
- 小出五郎（岡山県郡部）
- 串本康三（広島市）
- 佐々木仙一（広島県郡部）
- 森田俊佐久（広島県郡部）
- 土井重吉（下関市）
- 渡辺祐策（山口県郡部）
- 林永太（山口県郡部）
- 大岡育造（山口県郡部）
- 金子圭介（山口県郡部）
- 一坂俊太郎（徳島市）
- 矢野荘三郎（愛媛県郡部）
- 光森徳治（高知市）
- 岡田栄（高知県郡部）
- 有馬秀雄（久留米市）
- 友枝梅次郎（小倉市）
- 樋口典常（福岡県郡部）
- 野田卯太郎（福岡県郡部）
- 加藤新次郎（福岡県郡部）
- 永見寛二（長崎市）
- 帆足隼太郎（長崎県郡部）
- 則元由庸（長崎県郡部）
- 高田露（熊本県郡部）
- 松田源治（大分県）
- 三浦覚一（大分県）
- 瀬戸山清彦（宮崎県）
- 飛岡卯一郎（鹿児島市）
- 肥後静雄（鹿児島県郡部）
- 麓純義（大島）

中正会
12名
- 三輪信次郎（東京市）
- 片桐酉次郎（東京市）
- 田中清文（富山県郡部）
- 風間礼助（長野県郡部）
- 高橋義信（岐阜県郡部）

- 牧野彦太郎（岐阜県郡部）
- 村田虎次郎（大津市）
- 岩下清周（大阪市）
- 菊池侃二（大阪市）
- 松方幸次郎（神戸市）

- 中川虎之助（徳島県郡部）
- 小田知周（高松市）

立憲国民党
17名
- 石田仁太郎（宇都宮市）
- 吉田円助（福井県郡部）
- 青地雄太郎（静岡県郡部）
- 大口喜六（愛知県郡部）
- 柴田源左衛門（滋賀県郡部）

- 人見米次郎（滋賀県郡部）
- 中小路与平治（滋賀県郡部）
- 清水仁三郎（京都府郡部）
- 伊藤英一（兵庫県郡部）
- 平野亀之助（兵庫県郡部）

- 奥山寛平（奈良県郡部）
- 有森新吉（岡山市）
- 豊福泰造（岡山県郡部）
- 山谷虎三（岡山県郡部）
- 村松恒一郎（愛媛県郡部）

- 土方千種（門司市）
- 大内暢三（福岡県郡部）

中立
20名
- 高橋直治（小樽区）
- 関信之介（茨城県郡部）
- 浜名信平（茨城県郡部）
- 日向輝武（群馬県郡部）
- 福澤桃介（千葉県）

- 星野錫（東京市）
- 浜岡光哲（京都市）
- 中辰之助（大阪府郡部）
- 井阪光暉（大阪府郡部）
- 本出保太郎（大阪府郡部）

- 丸尾光春（兵庫県郡部）
- 高鍋篤郎（兵庫県郡部）
- 村井善四郎（奈良県郡部）
- 久保通猷（山口県郡部）
- 武市庫太（愛媛県郡部）

- 安川敬一郎（福岡市）
- 江副靖臣（佐賀市）
- 長谷川敬一郎（佐賀県郡部）
- 水間此農夫（宮崎県）
- 浜田政壮（宮崎県）